# Мост Марии Пии
Мост Марии Пии (порт. Ponte de D. Maria Pia, Понти-ди-Дона-Мария-Пиа) — железнодорожный мост через реку Дору в Португалии. Соединяет города Порту и Вила-Нова-ди-Гая. Сооружён по проекту Гюстава Эйфеля в 1877 году. Назван в честь жены короля Луиша I — Марии Пиа Савойской.
В 1875 году был объявлен конкурс на проект лучшего моста, который бы смог сократить путь между городами на 12 км. Победила работа Гюстава Эйфеля, который предложил самый дешёвый вариант из восьми. Строительство началось 5 января 1876 года и закончилось 4 ноября 1877 года. Эйфель воплотил при строительстве новые инженерные решения в сочетании металлоконструкций: мост всего в один пролет длиной 160 м перешагивает Дору, нависая над рекой на высоте 60 метров. Семь лет этот мост держал мировое первенство по наибольшей длине пролёта.
В 1991 году было прекращено его использование в качестве переправы. Рядом сооружён новый мост Понте-де-Сан-Жуан, спроектированный инженером Эдгаром Кардозу, а старый получил статус национального памятника.